# Episodi di The United States Steel Hour (settima stagione)
La settima stagione della serie televisiva The United States Steel Hour è andata in onda negli Stati Uniti dal 9 settembre 1959 al 24 agosto 1960 sulla CBS.
| nº | Titolo originale             | Prima TV USA      |
| -- | ---------------------------- | ----------------- |
| 1  | The Case of Julia Walton     | 9 settembre 1959  |
| 2  | The Hours Before Dawn        | 23 settembre 1959 |
| 3  | Rachel's Summer              | 7 ottobre 1959    |
| 4  | Holiday on Wheels            | 21 ottobre 1959   |
| 5  | Big Doc's Girl               | 4 novembre 1959   |
| 6  | The Last Autumn              | 18 novembre 1959  |
| 7  | Marriage... Handle with Care | 2 dicembre 1959   |
| 8  | One Red Rose for Christmas   | 16 dicembre 1959  |
| 9  | Act of Terror                | 30 dicembre 1959  |
| 10 | Queen of the Orange Bowl     | 13 gennaio 1960   |
| 11 | You Can't Have Everything    | 27 gennaio 1960   |
| 12 | The American Cowboy          | 10 febbraio 1960  |
| 13 | The Women of Hadley          | 24 febbraio 1960  |
| 14 | Revolt in Hadley             | 9 marzo 1960      |
| 15 | The Charlie and the Kid      | 23 marzo 1960     |
| 16 | How to Make a Killing        | 6 aprile 1960     |
| 17 | The Girl Who Knew Too Much   | 20 aprile 1960    |
| 18 | Girl in the Gold Bathtub     | 4 maggio 1960     |
| 19 | Game of Hearts               | 1º giugno 1960    |
| 20 | The Imposter                 | 15 giugno 1960    |
| 21 | The Great Gold Mountain      | 29 giugno 1960    |
| 22 | The Mercy of the Court       | 13 luglio 1960    |
| 23 | Shadow of a Pale Horse       | 27 luglio 1960    |
| 24 | The Case of the Missing Wife | 10 agosto 1960    |
| 25 | Bride of the Fox             | 24 agosto 1960    |

## The Case of Julia Walton
- Prima televisiva: 9 settembre 1959

### Trama
- Interpreti: Nina Foch (Julia Walton), Robert Lansing (Jim Walton), Peter Lazer (Randy Walton), Geoffrey Lumb (giudice Wheelock), Jeffrey Lynn (David Carpenter), Sydney Pollack (Benson), Martin Rudy (Philips)

## The Hours Before Dawn
- Prima televisiva: 23 settembre 1959

### Trama
- Interpreti: Colleen Dewhurst (Vera Brandon), Peter Mark Richman (Mark Henderson), Teresa Wright (Louise Henderson)

## Rachel's Summer
- Prima televisiva: 7 ottobre 1959

### Trama
- Interpreti: Burt Brinckerhoff (Bud Sullivan), Patty McCormack (Rachel Sullivan), Martha Scott (Grace Sullivan)

## Holiday on Wheels
- Prima televisiva: 21 ottobre 1959

### Trama
- Interpreti: Sid Caesar, Wisa D'Orso, Peter Gennaro, Gisele MacKenzie, Audrey Meadows, Tony Randall

## Big Doc's Girl
- Prima televisiva: 4 novembre 1959

### Trama
- Interpreti: Gene Hackman (reverendo MacCreighton), Robert Lansing (Young Doctor), Margaret O'Brien (Mary Clayborne), Gene Raymond (Big Doc), Perry Wilson (Emma Clayborne)

## The Last Autumn
- Prima televisiva: 18 novembre 1959

### Trama
- Interpreti: Pat Hingle (Roger Conway), House Jameson (Justin Kendrick), Alexis Smith (Barbara Welch), Joseph Sweeney (Hugh Follensbee)

## Marriage... Handle with Care
- Prima televisiva: 2 dicembre 1959

### Trama
- Interpreti: Sid Caesar, Gower Champion, Marge Champion, José Ferrer, Connie Francis, Audrey Meadows

## One Red Rose for Christmas
- Prima televisiva: 16 dicembre 1959

### Trama
- Interpreti: Clarice Blackburn (Miss Tedder), Patty Duke (Kathy), Helen Hayes (Mother Seraphim), Ruth McDevitt (Sorella Augistine), Joseph Sweeney (prete), Ruth White (Sorella St. Anne)

## Act of Terror
- Prima televisiva: 30 dicembre 1959

### Trama
- Interpreti: Nancy Berg (Maria Rivera), Frank Conroy (Arturo Benevida), George Grizzard (Luis Miranda), Mike Kellin (capitano Iquerra), Peter Mark Richman (tenente Antonio Ortega)

## Queen of the Orange Bowl
- Prima televisiva: 13 gennaio 1960
- Diretto da: Paul Bogart

### Trama
- Interpreti: Johnny Carson (Kenneth Rausch), Robert Elston, Glenda Farrell (Mrs. Rausch), Anne Francis (Anne McKenzie), Nancy Kovack, Al Lewis, Frank McHugh (George Rausch), Elizabeth Wilson (Cora Wylie)

## You Can't Have Everything
- Prima televisiva: 27 gennaio 1960

### Trama
- Interpreti: Piper Laurie (Edna Cartey), Donald Moffat (Joe Cartey), Ronald Radd (Harry Cartey), Florence Reed (Mrs. Cartey)

## The American Cowboy
- Prima televisiva: 10 febbraio 1960

### Trama
- Interpreti: Edie Adams, Carol Burnett, Hans Conried, Wally Cox, Fred MacMurray, Charles Sanford

## The Women of Hadley
- Prima televisiva: 24 febbraio 1960

### Trama
- Interpreti: Mary Astor (Lydia Chalmers), Mona Freeman (Lucy Chalmers), Rita Gam (Polly Chalmers), Cedric Hardwicke (Lowell Chalmers), William Harrigan (Ralph Henry), Richard Kiley (Charlie Webb), Edith Meiser (Zia Roswell), Mary Van Fleet (Mrs. Fleck)

## Revolt in Hadley
- Prima televisiva: 9 marzo 1960

### Trama
- Interpreti: Mary Astor (Lydia Chalmers), Jack Betts (Jack Taylor), Mona Freeman (Lucy Chalmers), Rita Gam (Polly Chalmers), Cedric Hardwicke, William Harrigan (Ralph Henry), Richard Kiley (Charlie Webb), Edith Meiser (Zia Roswell)

## The Charlie and the Kid
- Prima televisiva: 23 marzo 1960

### Trama
- Interpreti: Richard Boone

## How to Make a Killing
- Prima televisiva: 6 aprile 1960

### Trama
- Interpreti: Romney Brent (dottor Friant), Alexander Clark (dottor Charles), Edgar Daniels (Romain Planchet), Claude Dauphin (ispettore Boileau), Elsa Freed (Louise), Eva Gabor (Madeleine St. Tour), Robert Loggia (Jacques Planchet / Jonathan Plunkett), Rex O'Malley (servo)

## The Girl Who Knew Too Much
- Prima televisiva: 20 aprile 1960

### Trama
- Interpreti: Alan Baxter (Prentiss), Mona Freeman (Loretta Palmer), Arthur Hill (Robert Howell), Lee Philips (Anthony Todd)

## Girl in the Gold Bathtub
- Prima televisiva: 4 maggio 1960

### Trama
- Interpreti: Johnny Carson, Jessie Royce Landis, Marisa Pavan

## Game of Hearts
- Prima televisiva: 1º giugno 1960

### Trama
- Interpreti: Jeff Donnell, Arthur Hill, Betsy Palmer

## The Imposter
- Prima televisiva: 15 giugno 1960

### Trama
- Interpreti: Jean-Pierre Aumont, Ann Sheridan (Alida Volterra)

## The Great Gold Mountain
- Prima televisiva: 29 giugno 1960

### Trama
- Interpreti: Ed Begley, Polly Bergen

## The Mercy of the Court
- Prima televisiva: 13 luglio 1960

### Trama
- Interpreti:

## Shadow of a Pale Horse
- Prima televisiva: 27 luglio 1960

### Trama
- Interpreti: Dean L. Almquist (Carlyle), Jim Boles (Tim Parker), Dan Duryea (Jack Rigger), Priscilla Gillette (Mary Rigger), William Hansen (Quillan), Dirk Kooiman (Jess Langan), Frank Lovejoy (Andrew Kirk), Carroll O'Connor (Tom O'Byrne), Gordon Peters (Borden), Helen Stenborg (Kate O'Byrne), Charles Tyner (Weatherby), Ian Wolfe (Kropp)

## The Case of the Missing Wife
- Prima televisiva: 10 agosto 1960

### Trama
- Interpreti: Eric Berry (constable Sutpen), Red Buttons (ispettore Plover), John Colicos (Edmund Hobert), Mary Hui (Lily Chang), Rose Quong (Mui Shon), Gaby Rodgers (Sophie), Mark Satow (Wang Li), Drew Thompson (Apothecary), Rita Vale (Mrs. Mullally), Patrick Waddington (colonnello Fielding), Nancy Wickwire (Jean Ferrier)

## Bride of the Fox
- Prima televisiva: 24 agosto 1960

### Trama
- Interpreti: Ina Balin, Gene Hackman, Richard Kiley, Shepperd Strudwick